# Jete
Jete er en by og kommune i det sydøstlige Spanien i provinsen Granada. Den har et indbyggertal på 995 (2024) indbyggere.